# Amalrico III di Narbona
Amalrico III (verso la fine del secolo XIII – Montpellier, 8 febbraio 1341) è stato un nobile franco, visconte di Narbona tra il 1336 alla sua morte.

## Origine
Amalrico, sia secondo la Gran Enciclopèdia Catalana, che secondo Anselme de Sainte-Marie nella Histoire généalogique et chronologique de la maison royale de France, des pairs, grands officiers de la Couronne, de la Maison du Roy et des anciens barons du royaume.... Tome 7 / par le P. Anselme era figlio del Visconte di Narbona, Aimerico V e della moglie, Caterina di Poitiers-Valentinois, che era figlia di Aymar IV de Poitiers, conte di Valentinois e della sua seconda moglie, Margherita di Ginevra, come da documento n° REG 0/0/1/1266 degli Archives de l'Abbaye de Saint-Maurice. 

Aimerico V di Narbona, ancora secondo la Gran enciclopèdia catalana, era figlio del Visconte di Narbona, Amalrico II, e della moglie Giovanna de l'Isle Jourdain, figlia di Jordan IV, barone de l'Isle Jourdain e della sua seconda moglie, Vacquerie de Monteil-Adhemar, come conferma Anselme de Sainte-Marie nella Histoire généalogique et chronologique de la maison royale de France, des pairs, grands officiers de la Couronne, de la Maison du Roy et des anciens barons du royaume.... Tome 2 / par le P. Anselme.

## Biografia
Amalrico lo troviamo citato in un documento del settembre 1298, assieme al padre, Aimerico, come viene riportato da Jean Régné, nel suo «Amauri II, vicomte de Narbonne (1260?-1328) : sa jeunesse et ses expéditions, son gouvernement, son administration», Bulletin de la Commission archéologique de Narbonne, thèse de l'École des chartes de l'auteur, publiée dans une série de six d'articles: 1re partie.
Ancora secondo la Gran Enciclopèdia Catalana, suo nonno, Amalrico II, morì il 19 giugno 1328; l'anno viene confermato anche dallo studio J. Régné. Amauri II, vicomte de Narbonne (1260?- 1328).

Gli succedette suo padre, Aimerico, figlio primogenito come Aimerico V di Narbona.
Amalrico lo troviamo citato, assieme alla prima moglie, Briande d'Aix, in due documenti delle Chartes de Durbon, quartrième monastère de l'Ordre des Chartreux, datati 1331:
- il documento nº 694 (Amalricus primogeniti egregi et potentis viri dom Aymerici Dei gracia vicecomitis et domini Narbone, et Brianda de Aysio domina Glandanencis uxor et consors nostra)[8]
- il documento nº 700 (Amalricus de Narbona et doma Brianda de Asio eius consors, domini de Glandagio et de Lunis)[9].

Nel 1334,  suo padre, Aimerico V viene citato col titolo di visconte di Narbona (vicomte de Narbonne Aymeric V) dallo storico Pierre-Vincent Claverie, nel suo Un moment clé de l’histoire du royaume de Majorque: la fin de la vicomté de Castelnou (1321-1369), in occasione dell'acquisizione della viscontea di Castelnou, come conferma anche Anselme de Sainte-Marie nella Histoire généalogique et chronologique de la maison royale de France, des pairs, grands officiers de la Couronne, de la Maison du Roy et des anciens barons du royaume.... Tome 7 / par le P. Anselme.
Suo padre, Aimerico V, nel 1336, fece testamento ed in quello stesso anno morì, come ci conferma Anselme de Sainte-Marie.

Amalrico gli succedette come Amalrico III di Narbona.
Di Amalrico si hanno poche notizie; secondo Anselme de Sainte-Marie, Amalrico III morì l'8 febbraio 1341, senza discendenza.

Gli succedette il fratello Aimerico.

## Matrimoni e discendenza
Amalrico, come conferma Anselme de Sainte-Marie aveva sposato, in prime nozze, Briande d'Aix, figlia di Ugo d’Aix Signore di Bellegarde e della moglie Alice di Châteauneuf; nel 1331 Briande viene citata in due documenti delle Chartes de Durbon, quartrième monastère de l'Ordre des Chartreux.
Amalrico, come conferma Anselme de Sainte-Marie aveva sposato, in seconde nozze, Maria di Canet, figlia di Raimondo Viscomte di Canet e della moglie Maria di Narbonne-Talairan; Maria di Canet era ancora viva nel 1367, quando ottenne una dote dal cognato Aimerico VI.
Amalrico non ebbe figli né da Briande né da Maria.

### Fonti primarie
- (LA)  (FR)  Archives historiques de l'Abbaye de Saint-Maurice.
- (FR)  Histoire généalogique et chronologique de la maison royale de France, tome 2.
- (FR)  Histoire généalogique et chronologique de la maison royale de France, tome 7.
- (LA)  Chartes de Durbon, quartrième monastère de l'Ordre des Chartreux.

### Letteratura storiografica
- (FR)  [J. Régné. Amauri II, vicomte de Narbonne (1260?- 1328), pagg. 100 - 103].
- (FR)  #ES «Amauri II, vicomte de Narbonne (1260?-1328) : sa jeunesse et ses expéditions, son gouvernement, son administration» prima parte, vol. 10, 1908, pagg. 37-130.
- (FR)  #ES Un moment clé de l’histoire du royaume de Majorque: la fin de la vicomté de Castelnou (1321-1369)